# Nemesis Kid
Nemesis Kid (Hart Druiter) es un supervillano y antiguo antihéroe del universo de DC Comics. El vive en el futuro, proviene del planeta Myar y es un enemigo de la Legión de Super-Héroes. 

## Historial de publicaciones
Creado por Jim Shooter, el personaje apareció por primera vez en Adventure Comics #346 (julio de 1966).

## Biografía ficticia
En su primera aparición, Hart Druiter solicitó unirse a la Legión de Super-Héroes, junto con Princesa Projectra, Karate Kid y Ferro Lad.El se identificó como un nativo del planeta Myar, el "Planeta de la Alquimia", y afirmó derivar sus poderes de una poción mística que creó. En realidad, él fue enviado a infiltrarse en la Legión de Super-Héroes en nombre del alienígena Khund. Cuando se reveló su engaño, él intentó acusar a Karate Kid de traidor; cuando eso falló, él huyó.
Más tarde se convirtió en miembro fundador de la Legión de Super-Villanos bajo Tarik el Mudo.Cuando una encarnación posterior del grupo invadió el planeta Orando bajo el liderazgo de Druiter, Nemesis Kid se enfrentó a Karate Kid en un combate singular. Antes de que terminara la pelea, Karate Kid se sacrificó para detener los planes de la Legión de Supervillanos, dándole a Nemesis Kid un golpe final.La viuda de Karate Kid, la Princesa Projectra, atacó a Nemesis Kid usando su poder para generar ilusiones y finalmente lo mató rompiéndole el cuello.
Al menos cinco años después, Nemesis Kid fue resucitado por Mordru, junto con todos los demás cadáveres del siglo XXX, como parte del plan del hechicero para apoderarse del universo. Su cadáver reanimado conservó sus poderes, pero fue derrotado y su cuerpo fue incinerado, presumiblemente deshaciéndose de él para siempre.
En sus apariciones originales previas a Final Crisis, Nemesis Kid solo sufrió tres derrotas en combate singular. Duo Damsel lo derrotó ya que su poder no funcionaba en sus dos cuerpos.Projectra lo intimidó para que no usara su poder, lo que le permitió ejecutarlo.Como cadáver resucitado, demostró ser inmune a las ilusiones de Projectra, pero ella volvió su fuerza contra él y lo arrojó al fuego, incinerando su cadáver.
En la continuidad de "Threeboot", Nemesis Kid apareció en Supergirl and the Legion of Superheroes #22 como miembro de los Wanderers de Mekt Ranzz.Aparte de su talento para piratear computadoras, no mostró habilidades sobrehumanas.

## Poderes y habilidades
Nemesis Kid poseía la habilidad sobrehumana de desarrollar espontáneamente los poderes apropiados para derrotar a cualquier oponente durante la duración de la batalla, sin límite definido. Contra más de un oponente, sus poderes funcionarían contra un solo objetivo, le permitirían escapar mediante teletransportación o dejarían de funcionar en absoluto. En un caso, mostró la capacidad de elegir adaptaciones, pero sus elecciones no tuvieron éxito. En todos los demás casos, su poder de alguna manera "sentió" qué sería más efectivo contra un oponente determinado y generó una adaptación automáticamente.
Nemesis Kid nunca manifestó más que el poder más directo para contrarrestar a un oponente. Por lo tanto, contra Superboy o Supergirl, obtendría una fuerza y durabilidad superiores, en lugar de la capacidad de emitir radiación de Kryptonita.
Nemesis Kid supuestamente era un hábil alquimista, pero nunca mostró ninguna habilidad o interés en crear otras pociones místicas, por lo que la afirmación puede haber sido una historia encubierta para disfrazar el verdadero origen de su poder. Tiene un conocimiento superficial de la tecnología, las tácticas y la estrategia del siglo XXX.

## En otros medios
- Nemesis Kid aparece en Legion of Super Heroes, con la voz de Keith Ferguson.[9]Esta versión es un miembro heroico de la Policía Científica que posee la capacidad de anular temporalmente superpoderes y fue reclutado en la Legión para ayudar a derrotar a Grimbor the Chainsman.
- Nemesis Kid aparece en Legion of Super Heroes in the 31st Century #18.[10]